# دانيال أ. ريد
دانيال أ. ريد هو محامي ومدير وسياسي أمريكي، ولد في 15 سبتمبر 1875 في Sheridan, New York ‏ في الولايات المتحدة، وتوفي في 19 فبراير 1959 في واشنطن العاصمة في الولايات المتحدة. نشط حزبياً في الحزب الجمهوري. وقد انتخب محامي (1903 – 1909) وانتخب عضو مجلس النواب الأمريكي ‏.